# Meriones arimalius
Meriones arimalius (Меріонес арабський) — вид родини мишеві (Muridae).

## Поширення
Країни поширення: Оман, Саудівська Аравія. Живе в піщаних пустелях.

## Звички
Це дуже погано відомий вид. 

## Загрози та охорона
Існує дуже мало інформації, але вид проживає в негостинних місцях, де навряд чи є значні загрози. Не відомо, чи цей вид зустрічається в будь-якій з охоронних територій.